# Kadiriganakoppa, Bangarapet
Kadiriganakoppa là một làng thuộc tehsil Bangarapet, huyện Kolar, bang Karnataka, Ấn Độ.